# Kulosaari
Kulosaari (suédois: Brändö) est un quartier résidentiel d'Helsinki, la capitale finlandaise, et une île du Golfe de Finlande. Kulosaari est aussi un district englobant le quartier de même nom.

## Description

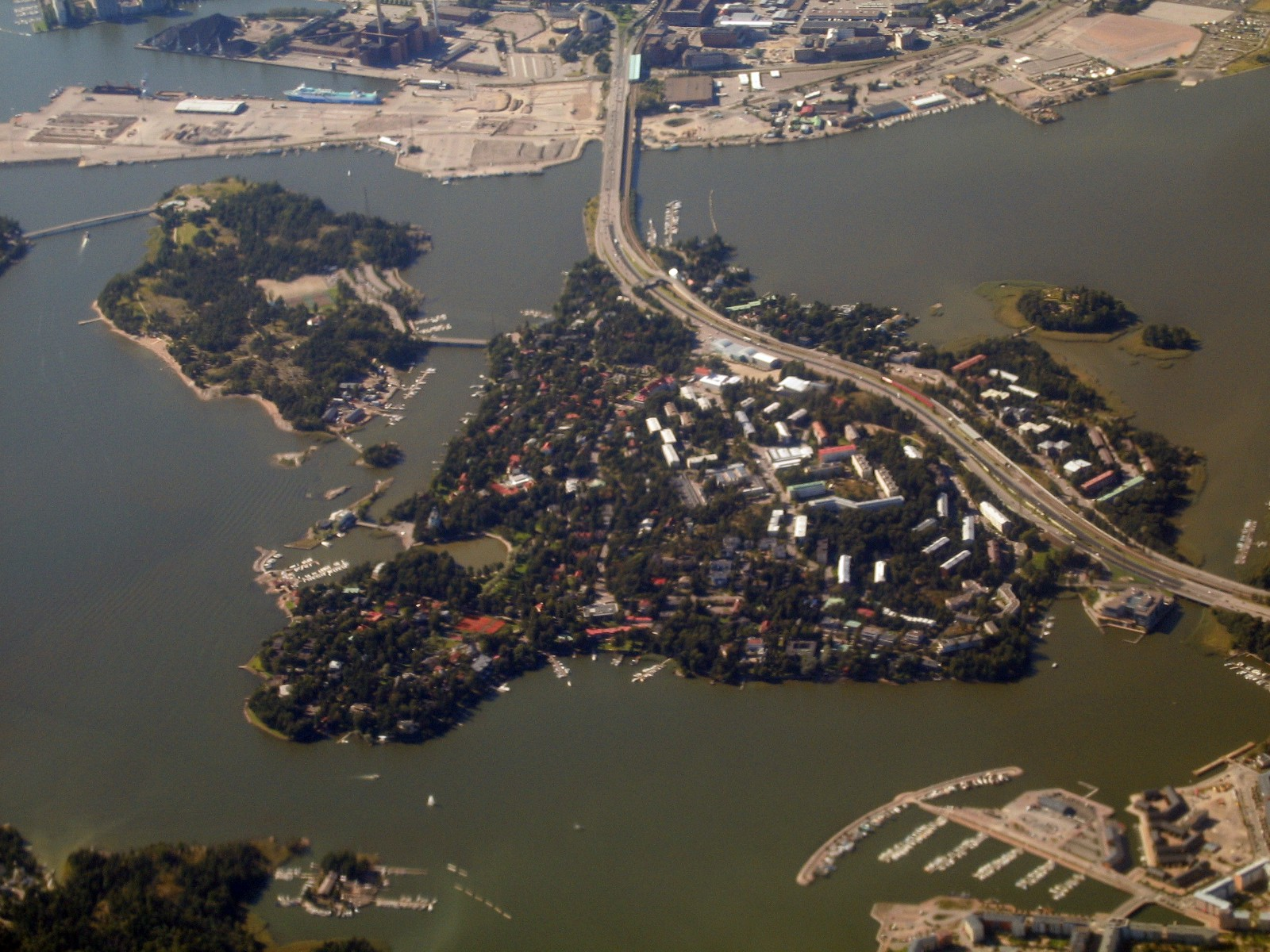
Vue aérienne de Kulosaari

### Le quartier de Kulosaari
Cette île est située au nord-est du centre-ville. 
Le quartier (en finnois : Kulosaaren kaupunginosa) a 3748 habitants. (1.1.2008) et 986 emplois (31.12.2005) sur une superficie de 1,81 km2.

### Le district de Kulosaari
L'île de Kulosaari forme avec quelques îles très peu peuplées, dont le parc de Mustikkamaa et le parc zoologique d'Helsinki (Korkeasaari), le district de Kulosaari.
Le district (en finnois : Suutarilan peruspiiri) a 3771 habitants et 1077 emplois pour une superficie de 2,47 km2.

## Histoire
En 1907, l'île  de Kulosaari  est inhabitée et appartient à la municipalité rurale d'Helsinki lorsque la société AB Brändö Villastad (Kulosaari-yhtiö en finnois) décide d'en faire une zone résidentielle, y construisant des villas. En 1922, l'île forme une commune indépendante, qui sera rattachée à Helsinki en compagnie de nombreuses autres le 1er janvier 1946.

## Galerie

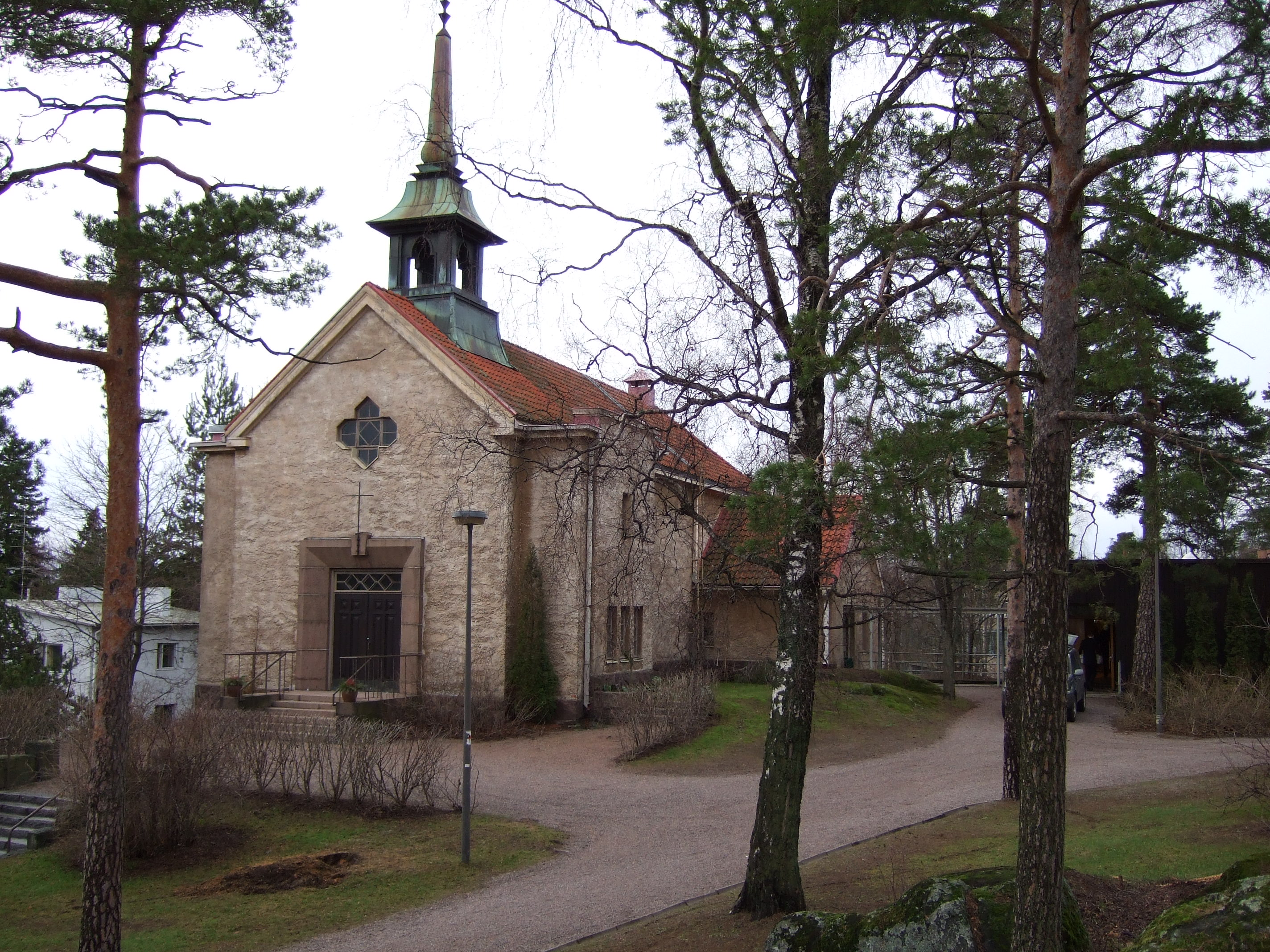
Église de Kulosaari.
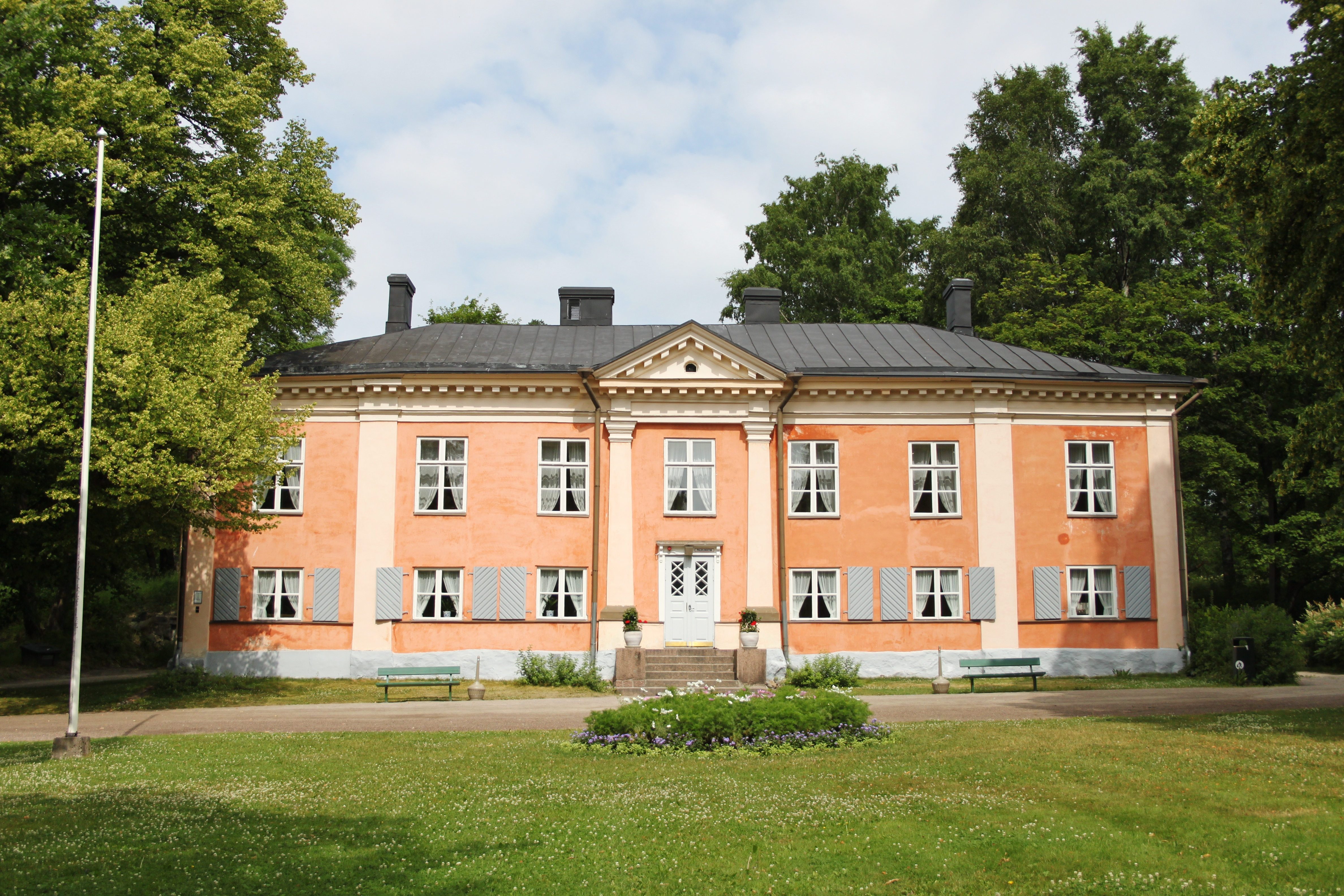
Manoir de Kulosaari, Architecte Carl Ludvig Engel, 1810.
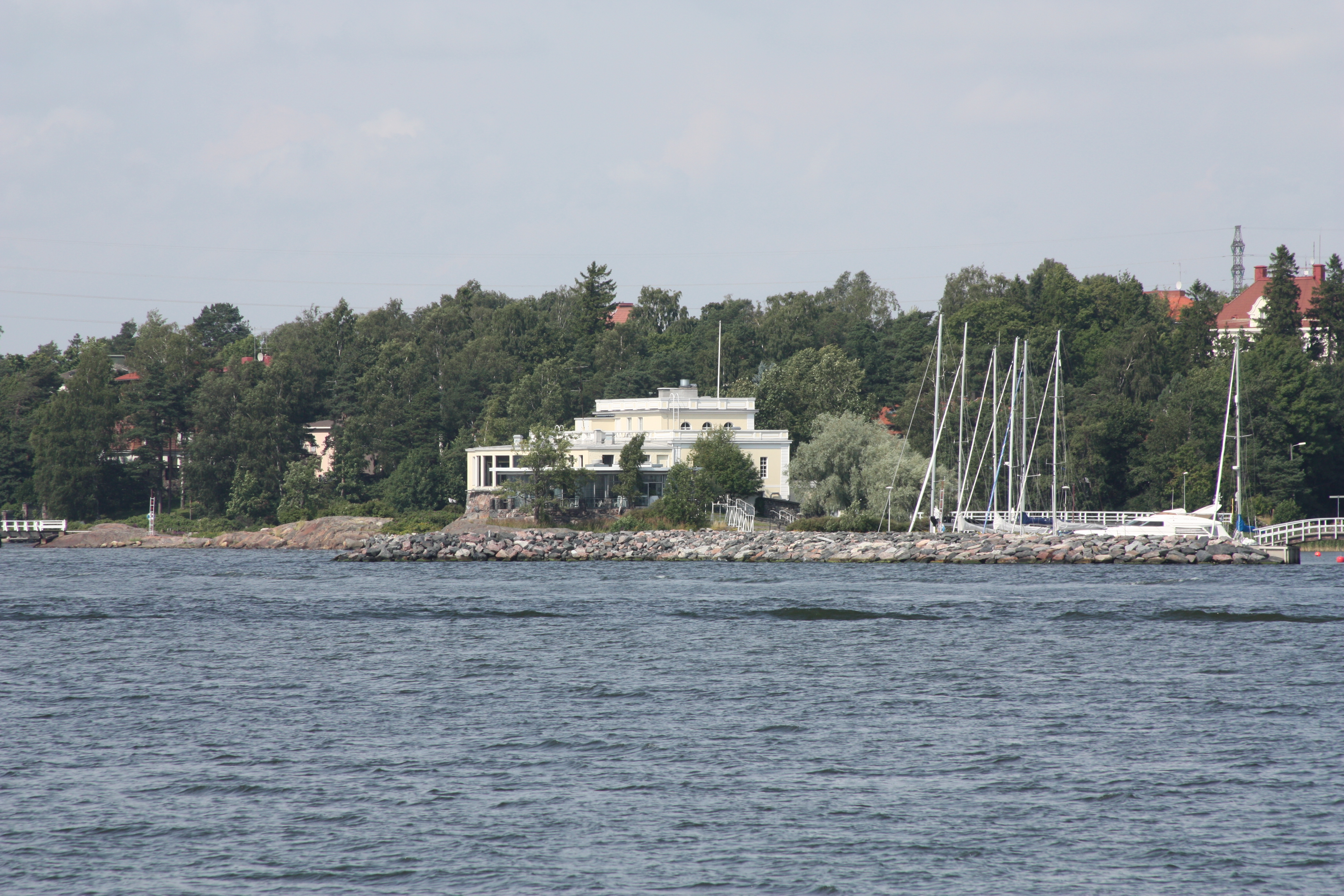
Restaurant Casino de Kulosaari.
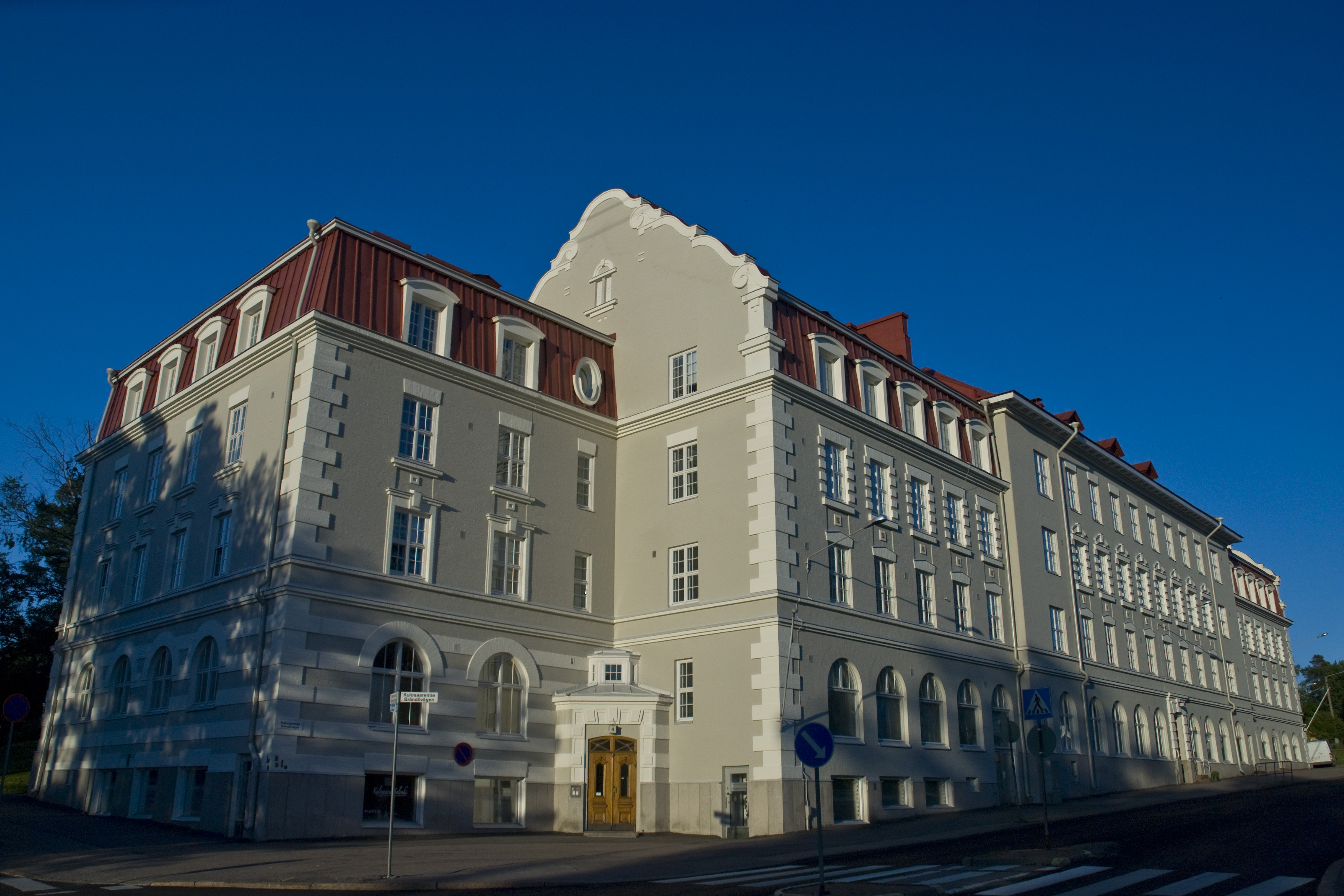
Bâtiment Domus.
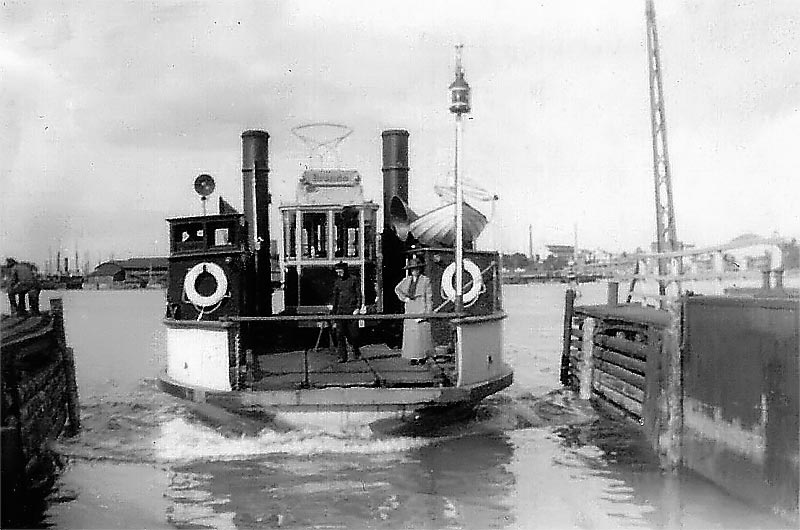
Tramway sur un traversier approchant de Kulosaari, 1920.
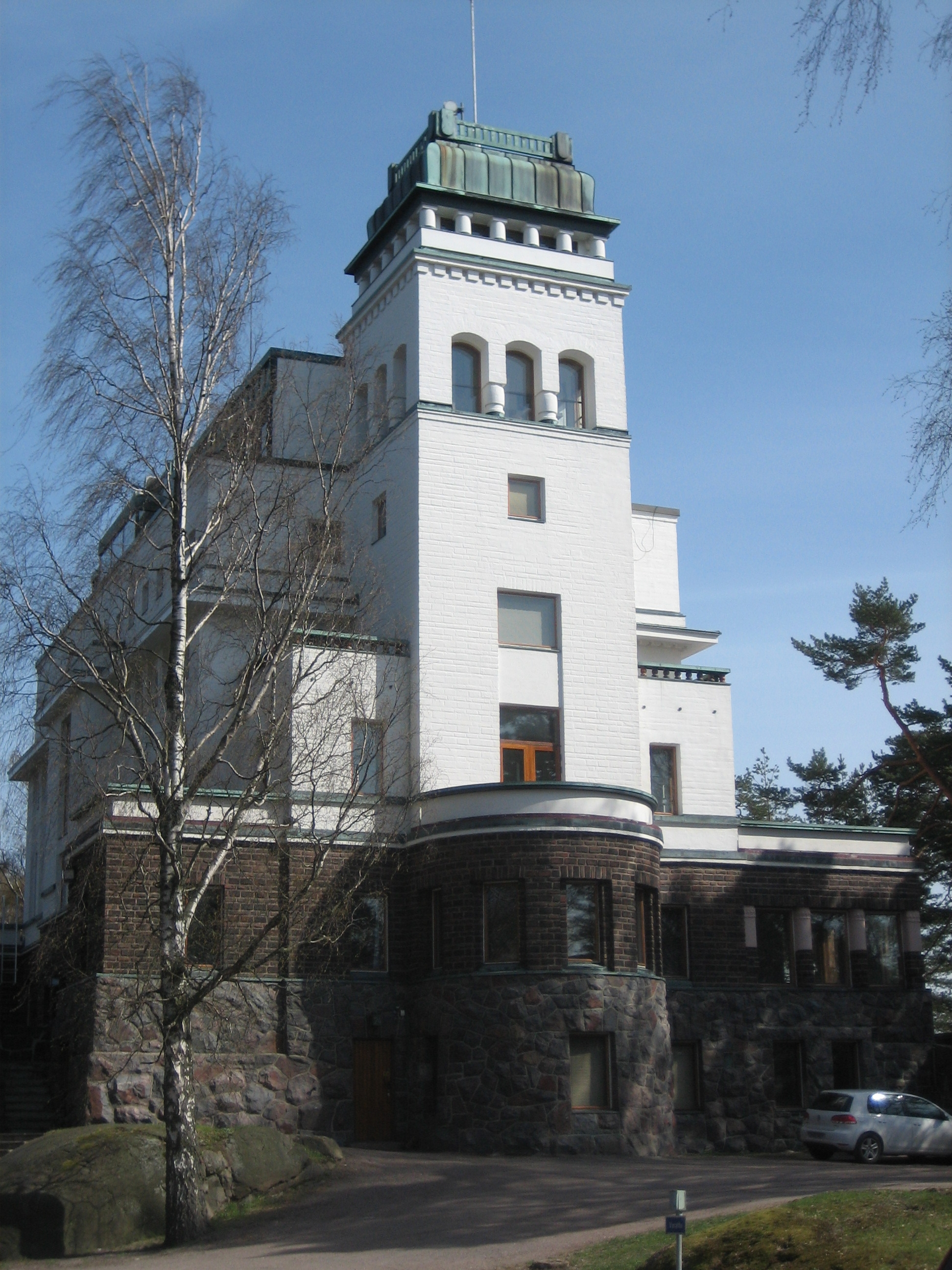
Bâtiment Wihuri.
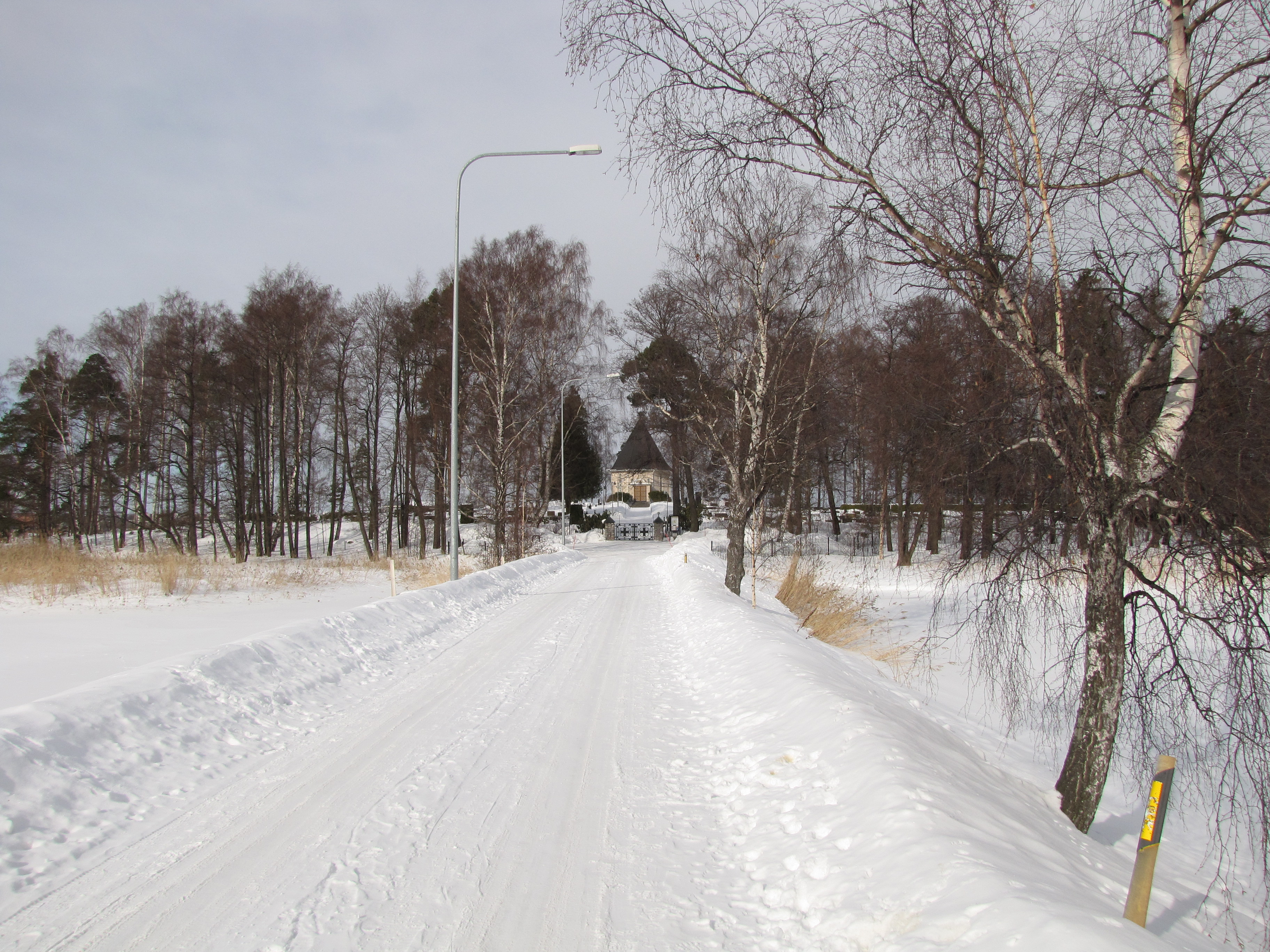
Cimetière de Kulosaari sur l'île de Leposaari. Chapelle de Armas Lindgren, 1927.
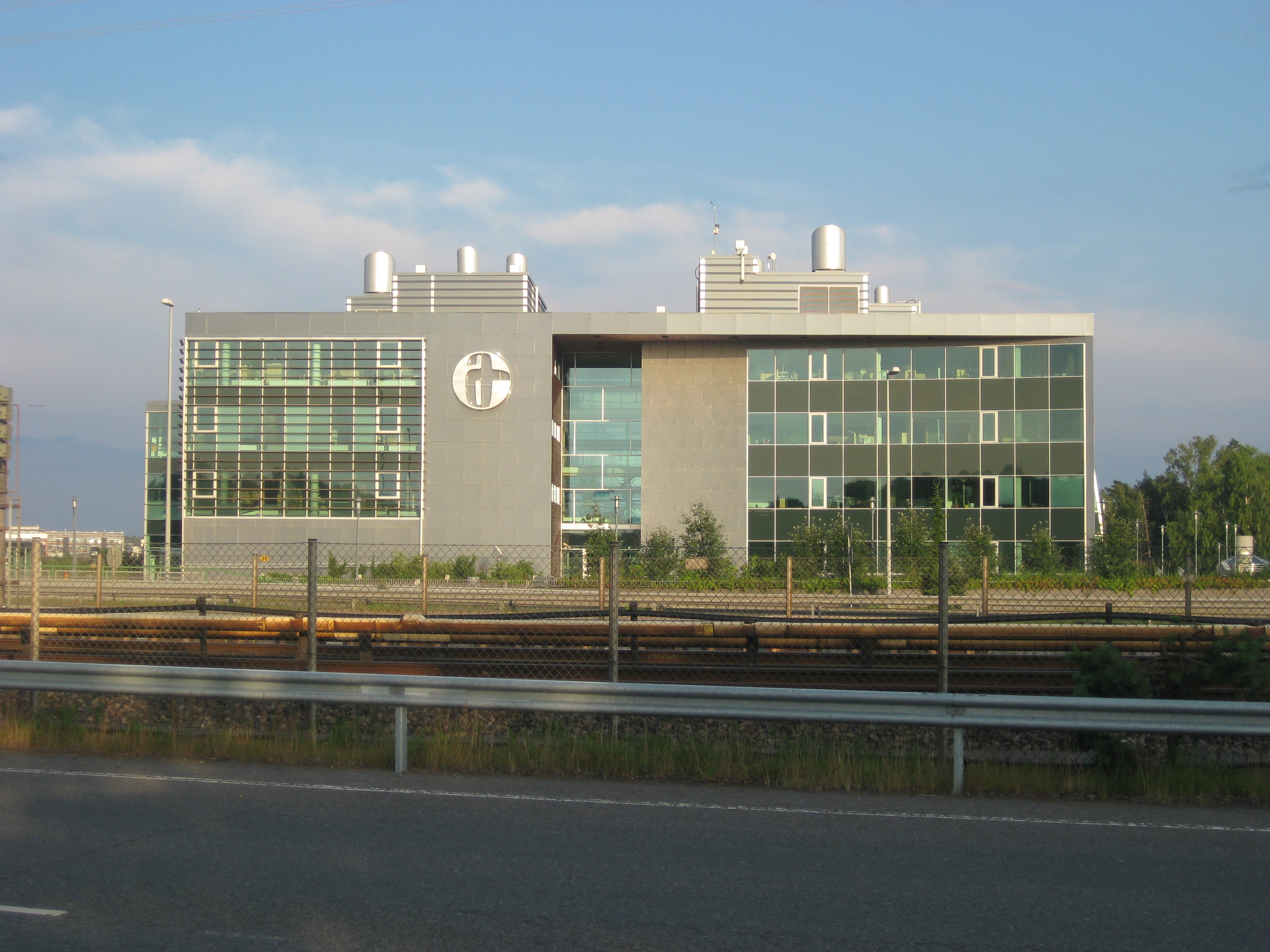
Siège de A-Lehdet[2] à Kulosaari.
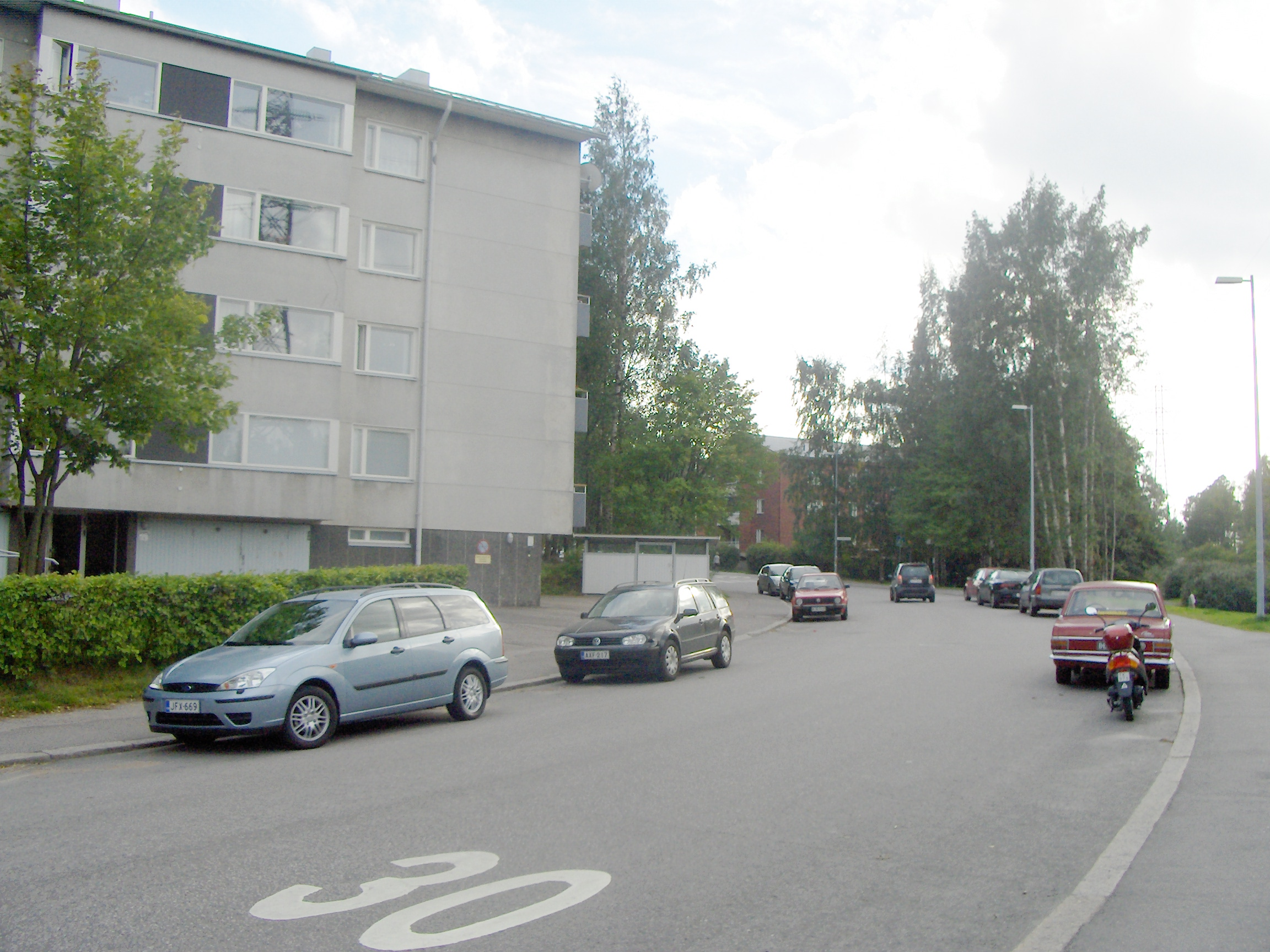
Petit immeuble résidentiel.

## Transports
La partie nord de l'île est traversée par l'autoroute Itäväylä. L'île compte la station Kulosaari du métro depuis 1982.